# François Daniel Imlin
François Daniel Imlin, né le 15 mai 1757 à Strasbourg et mort le 30 janvier 1827 dans la même ville, est un orfèvre issu d'une dynastie d'orfèvres alsaciens, protestants luthériens.

## Biographie
François Daniel est le petit-fils de Jean-Louis Imlin (1663-1720), le fils de Georges Frédéric Imlin (1727-1782) et le père d'Emmanuel Frédéric Imlin (1782-1831).
François Daniel Imlin est reçu maître en 1780.
Le 22 janvier 1781 il épouse à Strasbourg Marie Madeleine Albrecht, fille de Jean Jacques Albrecht, marchand de soie et bourgeois de Strasbourg. Elle meurt le 28 septembre 1827, quelques mois après son mari.
Le musée des Arts décoratifs de Strasbourg conserve deux portraits circulaires à la gouache de Georges Gimpel, en 1827, représentant François Daniel Imlin et sa femme.
Jean Chrétien Krüger fut compagnon-orfèvre chez lui.

## Œuvres

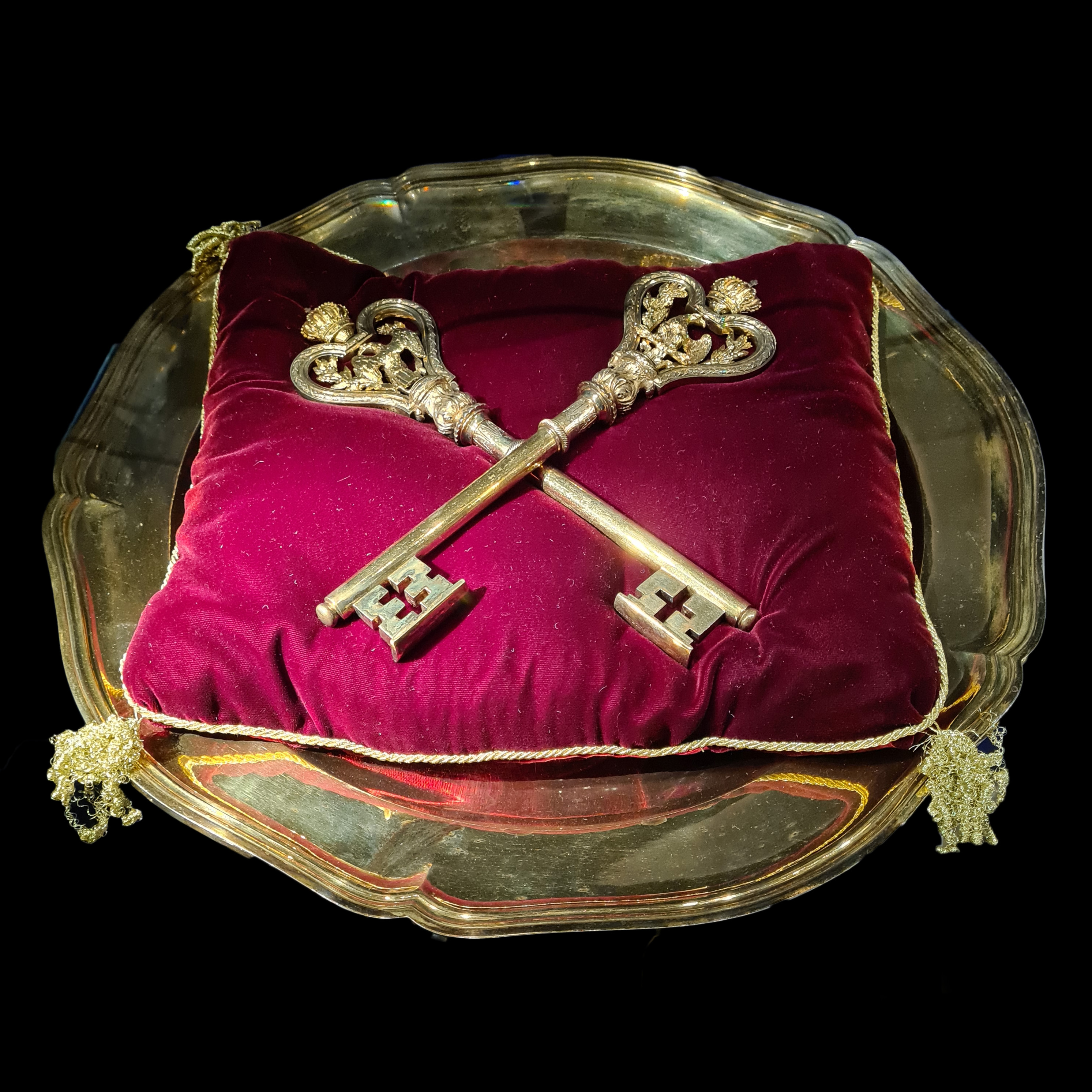
Clés de la Ville de Strasbourg sur un présentoir de F. D. Imlin
Musée historique de Strasbourg.

Le musée historique de Strasbourg expose les clés de la Ville de Strasbourg, exécutées par Jacques Frédéric Kirstein (1765-1838), sur un présentoir de François Daniel Imlin.
Ces clés furent présentées à Napoléon à son retour d'Austerlitz en 1806, puis à Charles X en 1829, à Napoléon III en 1852, puis au président Poincaré en 1918.
Le musée des Arts décoratifs de Strasbourg conserve plusieurs pièces en argent doré ou en argent : une écuelle à bouillon avec couvercle et plateau, un gobelet en vermeil, deux paires de chandeliers en argent. L'une de ses dernières acquisitions est un moutardier en argent et verre bleu (vers 1800) qui vient compléter la paire de salières, également en argent et verre bleu, reposant sur quatre montants en forme de grecque, servant à la fois d'anses et de piètement.

Musée des Arts décoratifs de Strasbourg.
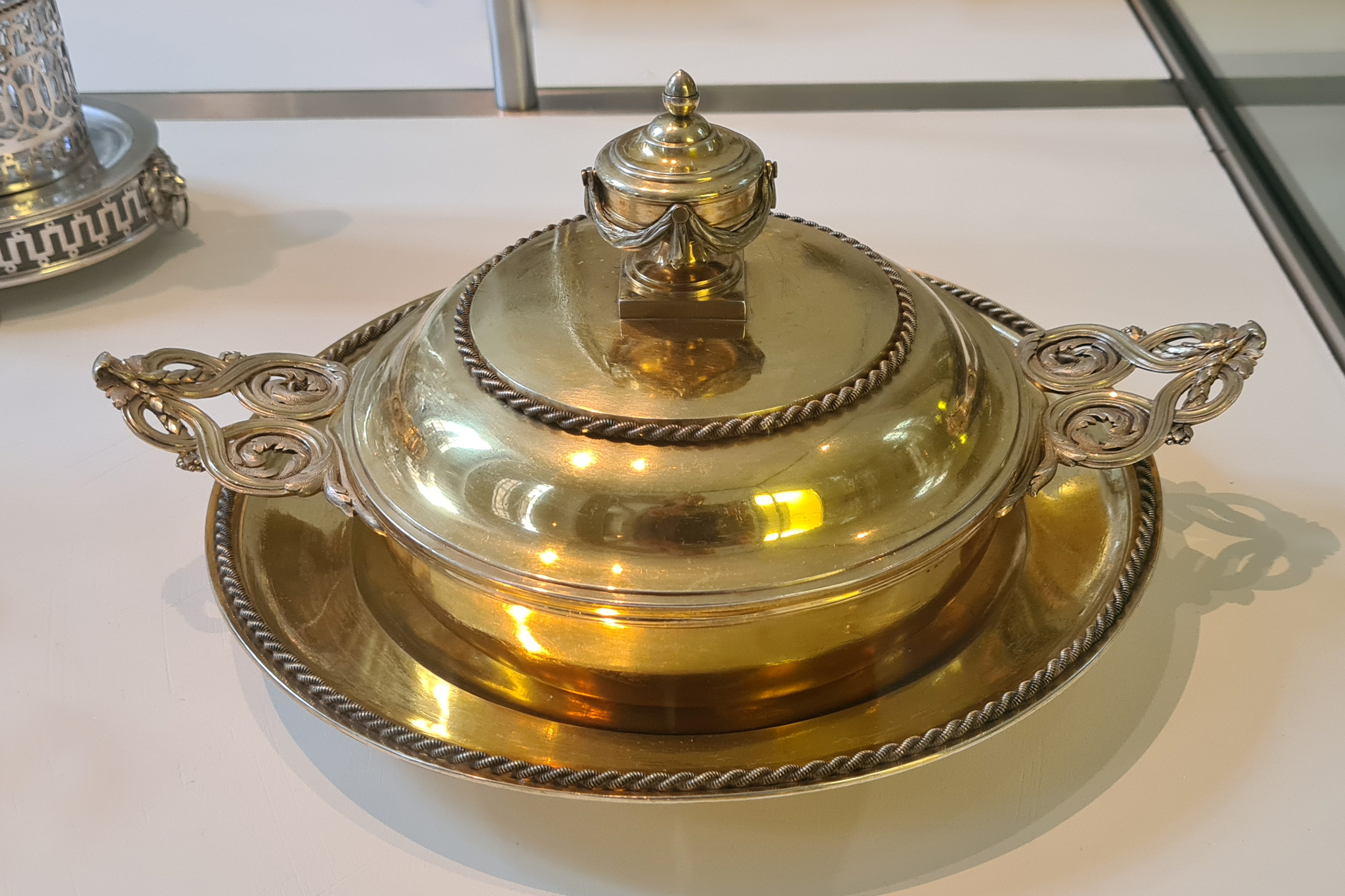
Écuelle couverte avec présentoir en argent doré.
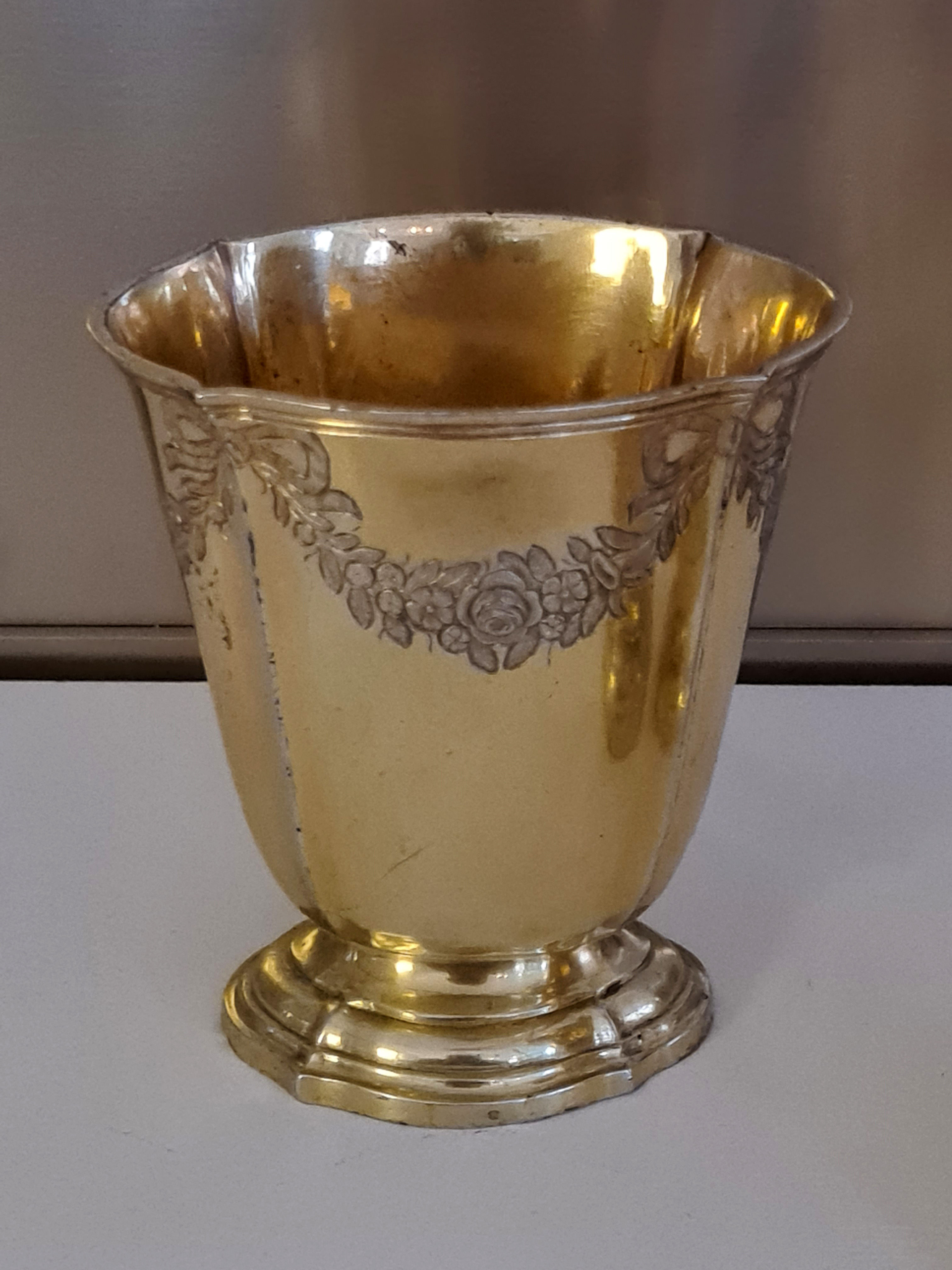
Gobelet ovale en argent doré.
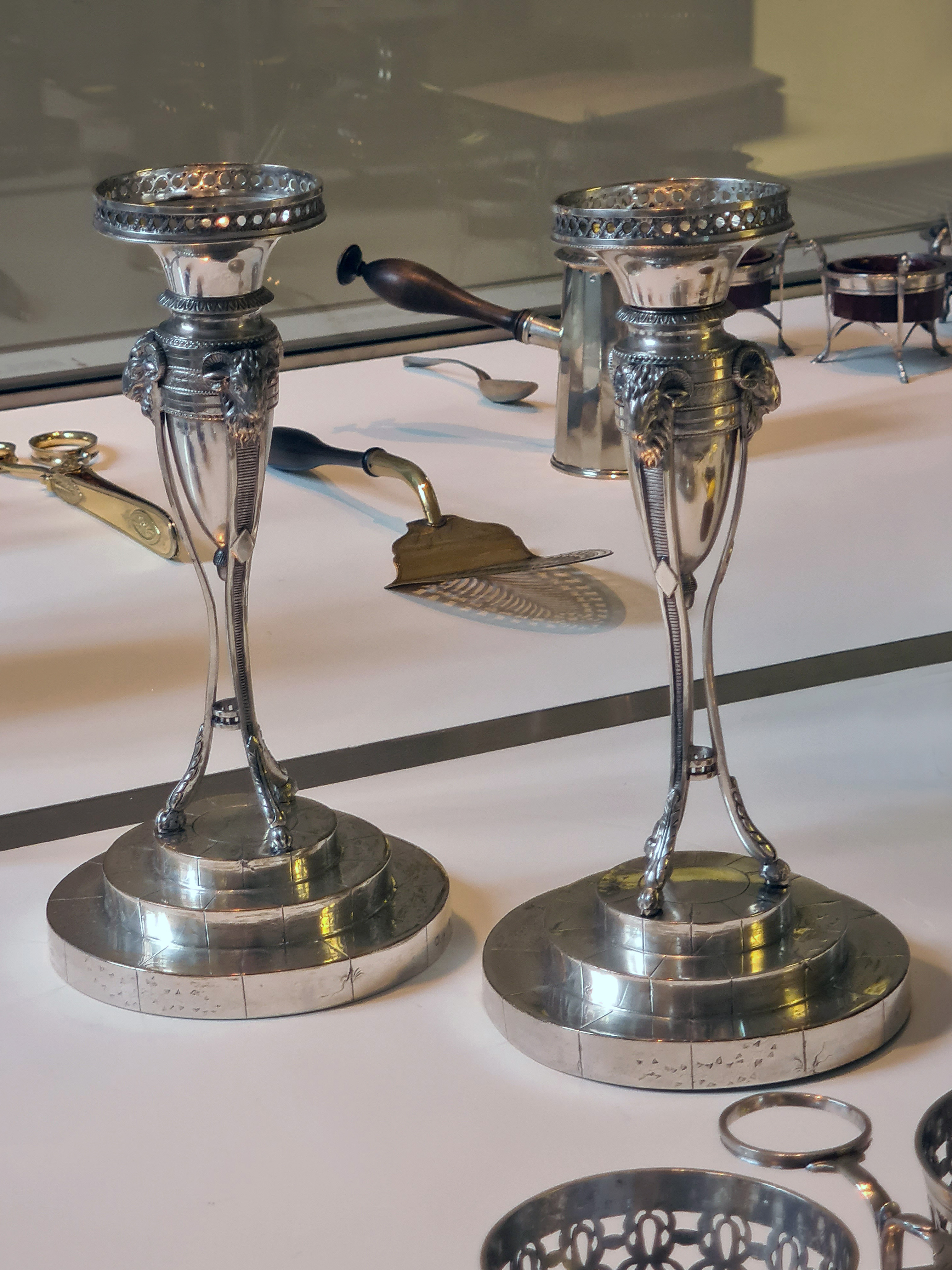
Paire de flambeaux en argent.
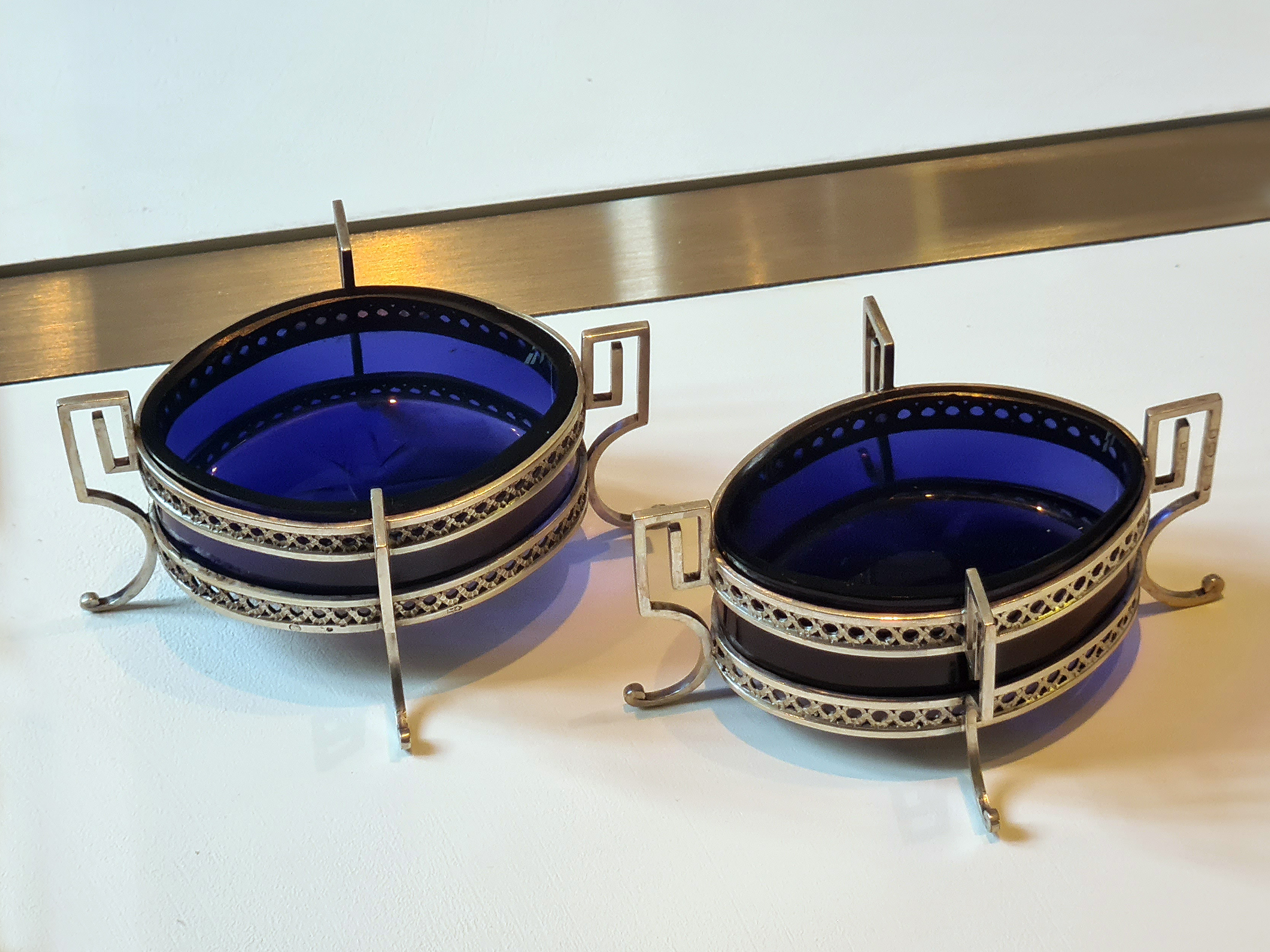
Paire de salières en argent et verre bleu.
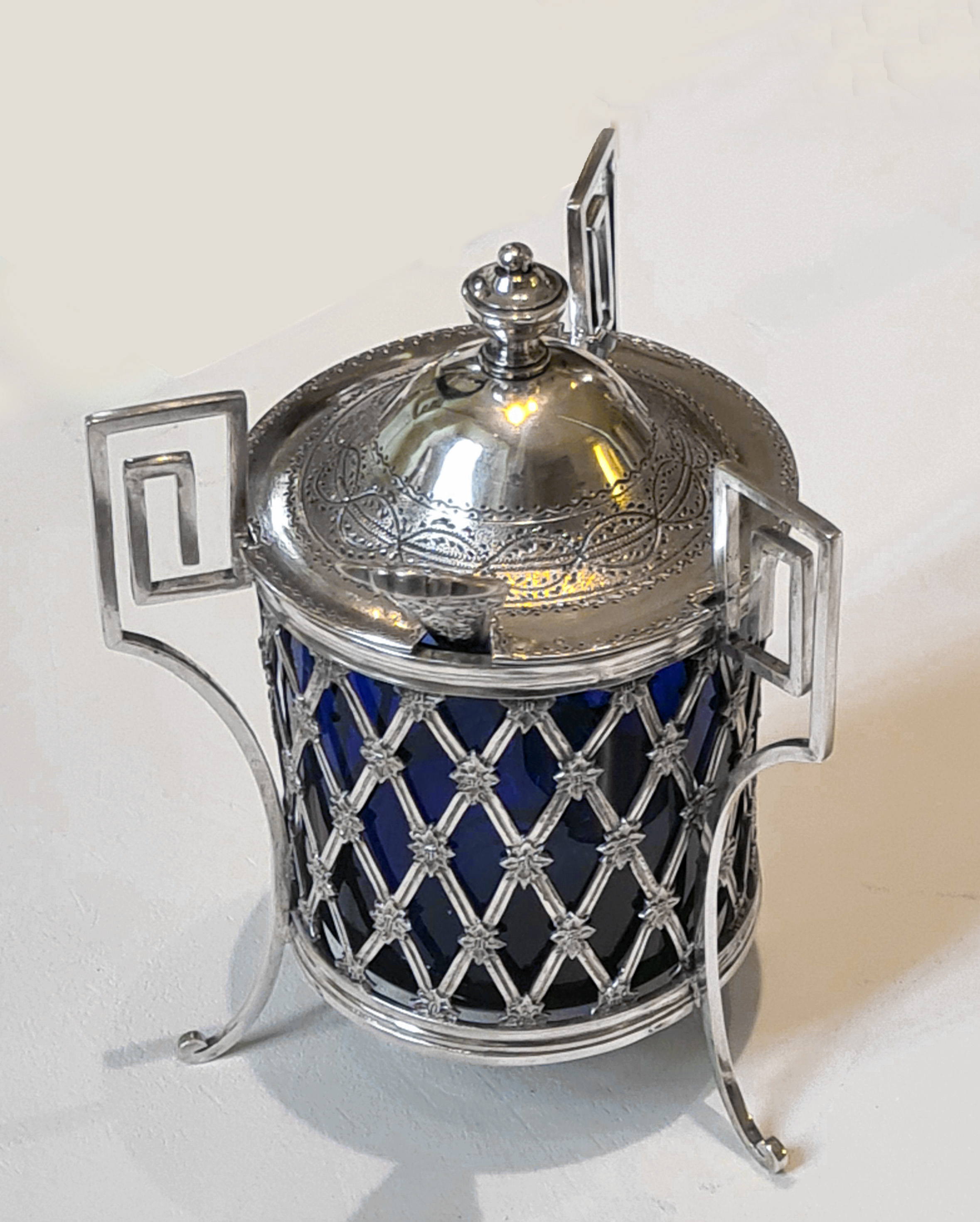
Moutardier en argent et verre bleu.

Le musée des Arts décoratifs détient également une étiquette de firme d'orfèvre gravée en 1823.
Dans des collections particulières, on a signalé également un calice en vermeil, six gobelets cyclindriques coniques (en collaboration avec Jacques Henri Alberti), une écuelle à bouillon et son plateau, une pince à asperges à filets aux armes de Benoît Frédéric Antoine d'Andlau, deux marqueurs de bésigue, ainsi qu'une paire de timbales en argent doré de section ovale à côtes pincées et piédouche mouluré (vers 1780), identiques à celle du musée des Arts décoratifs.

## Postérité
La rue Imlin à Strasbourg (Meinau) rappelle la place de la famille Imlin dans la vie artistique de la ville.